# Wilhelm Conrad Röntgen
Wilhelm Conrad Röntgen (Lennep, 27 marzo 1845 – Monaco di Baviera, 10 febbraio 1923) è stato un fisico tedesco.
Il suo nome è legato alla scoperta, avvenuta l'8 novembre 1895, della radiazione elettromagnetica nell'intervallo di frequenza oggi noto come raggi X. L'annuncio di questa scoperta nacque il 5 gennaio 1896. Il luogo della scoperta oggi è un piccolo museo, la Röntgen-Gedächtnisstätte. A Röntgen fu assegnata la laurea onoraria di dottore in medicina dall'Università di Würzburg, e il suo cognome è entrato a far parte del lessico della lingua tedesca, e si traduce appunto con "fare una radiografia".
Per questa scoperta, Röntgen ricevette il primo premio Nobel per la fisica nel 1901. La motivazione fu "in riconoscimento dello straordinario servizio reso per la scoperta delle importanti radiazioni che in seguito presero il suo nome". Röntgen donò il premio in denaro alla sua università. Come Pierre Curie avrebbe fatto alcuni anni più tardi, Röntgen rifiutò di brevettare questa scoperta per motivi morali; non volle nemmeno che le nuove radiazioni prendessero il suo nome, anche se questo avvenne, indipendentemente dalla sua volontà.

## Biografia

### Formazione
Nacque il 27 marzo 1845 a Lennep, città del Bergisches Land, Reno. Era figlio unico di Friedrich Conrad Röntgen, un produttore e commerciante tessile discendente di un'antica famiglia di mercanti i cui membri sono noti fino al XVII secolo, che aveva sposato Charlotte Costanze Frowein, una cugina di primo grado. All'età di tre anni, la sua famiglia si spostò a casa del nonno ad Apeldoorn, nei Paesi Bassi. 
Al termine degli studi elementari, a dodici anni, Röntgen entrò nel collegio diretto da Martinus Hermanus van Doorn, in una grande tenuta nel Middelland. Cinque anni dopo, i suoi genitori lo iscrissero alla scuola tecnica di Utrecht, dalla quale fu espulso per aver rifiutato di riferire il nome di un compagno di classe che aveva disegnato una caricatura di un insegnante alquanto severo. Nonostante la sua preparazione avesse delle lacune di base, il padre insistette per fargli avere un'appropriata istruzione universitaria. Senza un diploma di scuola superiore, Röntgen poteva frequentare l'università nei Paesi Bassi solo in qualità di uditore.
Il 18 giugno 1865 si iscrisse, quindi, all'università di Utrecht come studente di fisica senza avere le necessarie credenziali per uno studente regolare. Nell'università strinse amicizia con un giovane svizzero, il Dr. Thormann, ingegnere presso una fabbrica svizzera di locomotive. Da questi, Wilhelm Röntgen apprese che la Scuola Politecnica di Zurigo (oggi noto come ETH di Zurigo) accettava studenti anche senza titoli, comunque previo esame d'ammissione piuttosto arduo. Pur non avendo il diploma di maturità, Röntgen riuscì a superare il test d'ammissione del Politecnico di Zurigo, e qui studiò ingegneria meccanica per tre anni. 
Nel 1868, Röntgen si laureò con una tesi sullo studio dei gas e divenne uno degli studenti preferiti di August Kundt, professore di fisica sperimentale della Scuola Politecnica, dove teneva lezioni sulle teorie della luce. È proprio nel laboratorio di Kundt che Röntgen compì i primi esperimenti di fisica sulle proprietà dei gas. Dopo un anno di lavoro con il professore Kundt, il 12 giugno 1869 ottenne il dottorato in fisica all'università di Zurigo. L'anno successivo divenne l'assistente del laboratorio di fisica e nello stesso anno completò una ricerca originale che si concluse con la pubblicazione dal titolo Sulla determinazione del rapporto dei calori specifici dell'aria. 

### Carriera
Nel 1872 Röntgen seguì il professore August Kundt a Strasburgo in qualità di primo assistente alla cattedra di fisica per inaugurare lo studio e l'insegnamento della fisica nella locale università. Nel 1874 divenne rettore dell'università di Strasburgo e nel 1875 professore di matematica e fisica all'Accademia di agricoltura di Hohenheim, nel Württemberg. 
Nel 1876, ritornò a Strasburgo e la sua permanenza nella città francese durò tre anni. Il tempo che Röntgen trascorse a Strasburgo e a Hohenheim servì a perfezionare la metodologia relativa alle sperimentazioni in fisica e ad acquisire esperienza come insegnante. In quegli anni migliorò moltissimo la qualità dei suoi esperimenti e l'accuratezza metodologica. Nel 1879 diventò presidente del dipartimento di fisica all'Università di Gießen. Qui vi rimase per dieci anni, i più produttivi della sua carriera scientifica anteriore alla scoperta dei raggi X. A Gießen, Röntgen si occupò primariamente di due linee di ricerca: la prima sulle proprietà dei cristalli, la seconda sulle interazioni tra gas e radiazioni termiche.
Nel 1881, Röntgen fu eletto membro del Senato ristretto dell'Università e presidente della Società per le scienze naturali dell'Assia. Nel 1888 Röntgen terminò il suo lavoro "sulla forza elettrodinamica prodotta dal movimento dielettrico sito in un campo elettrico omogeneo", che confermava sperimentalmente le teorie di Maxwell. In seguito ai suoi lavori, ottenne la cattedra di fisica dell'università di Würzburg, della quale diventò rettore nel 1894. Su richiesta speciale del governo bavarese, Röntgen ottenne nel 1900 la cattedra dell'università di Monaco, città dove rimase fino alla morte, nel 1923.

Nel 1902 declinò l'invito, rivoltogli dalla Carnegie Institution for Science di Washington, per riprendere e perfezionare gli esperimenti sui raggi X e nel 1904 l'invito di diventare presidente dell'istituto fisico-tecnico di Charlottenburg. Röntgen aveva un ramo della sua famiglia negli Stati Uniti e aveva pensato più volte di trasferirvisi. Sebbene avesse ottenuto una cattedra alla Columbia University di New York City, lo scoppio della prima guerra mondiale cambiò i suoi piani. Rimase così a Monaco per il resto della sua carriera, lasciando l'insegnamento nel 1919. Nel 1920 venne nominato professore emerito; ciò gli consenti di poter disporre di due piccoli laboratori nei quali continuò a lavorare, seppur a fatica. 

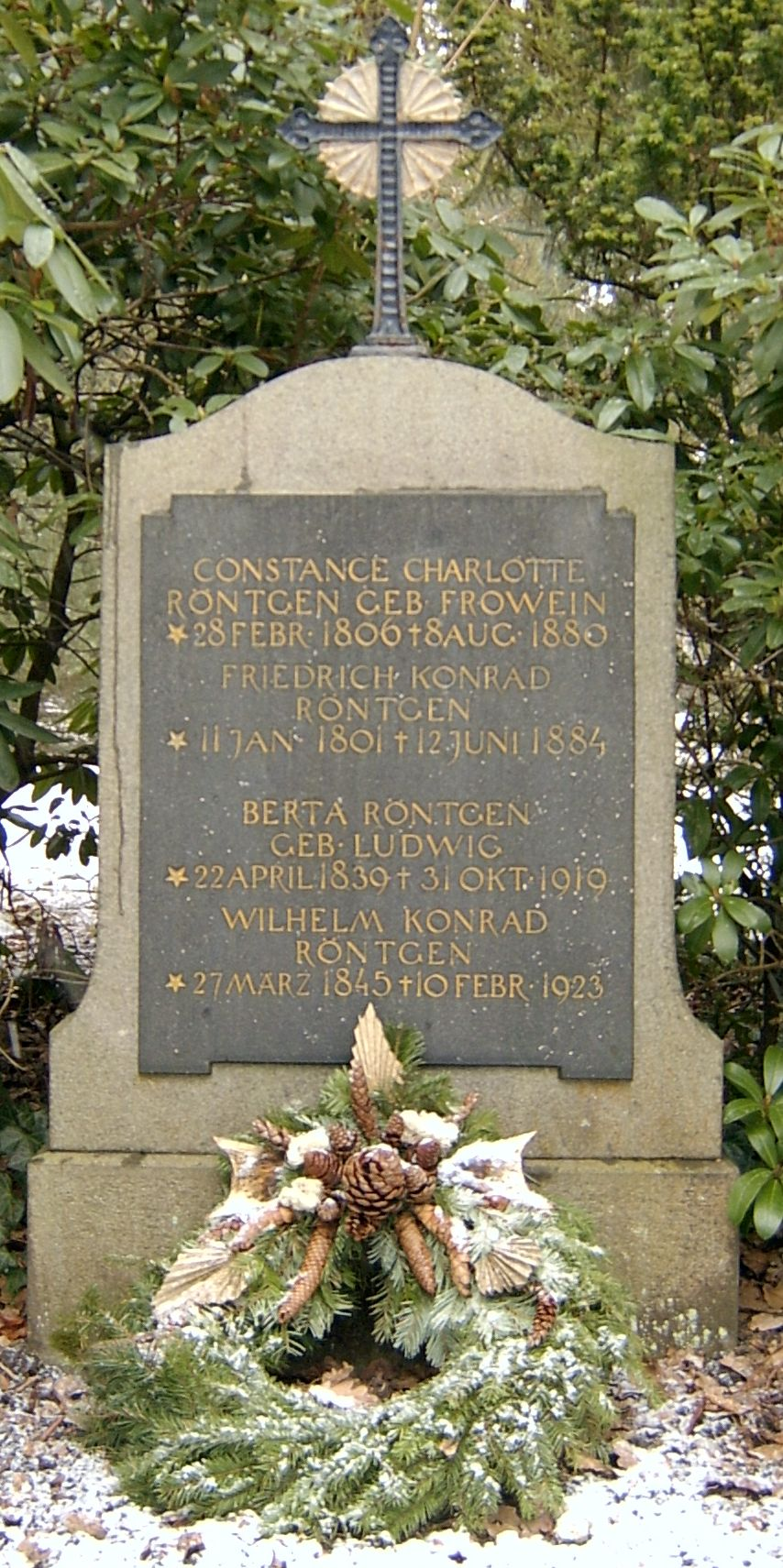
La tomba di Röntgen nel Vecchio cimitero di Gießen nell'Assia

#### Ricercatore scrupoloso e schivo
Röntgen ha rappresentato un modello di ricercatore scrupoloso, amante della verità scientifica e per nulla attratto dalla ricerca di remunerazioni e brevetti. Egli concepiva con chiarezza i problemi, era abile nell'investigazione sperimentale e portava a termine le sue ricerche, che rigidamente controllava nei risultati ottenuti, prima di presentare le sue scoperte in modo breve, logico e puntuale. 
Declinò molti incarichi prestigiosi e rifiutò diverse possibilità di guadagno. Nonostante il clamore della sua scoperta e il riconoscimento dei suoi meriti in patria e all'estero, cercò comunque di condurre una vita schiva ed economicamente modesta fino alla sua morte. Non interferì mai con le scelte delle aziende o degli ingegneri che svilupparono commercialmente la sua scoperta costruendo apparecchiature destinate alla diagnostica medica e ai laboratori di ricerca.

### Vita privata
Durante il periodo trascorso a Würzburg al seguito del professor Kundt, nominato professore di fisica sperimentale presso quella università, Röntgen iniziò una relazione con Anna Bertha Ludwig, di sei anni più anziana. I due si sposarono il 19 gennaio 1872 presso Apeldoorn con l'approvazione dei genitori di Röntgen, favorevolmente impressionati dalla ragazza. Vissero insieme cinquanta anni. Non ebbero figli naturali ma adottarono legalmente nel 1887 Josephina Berta, una nipote di Bertha di sei anni, figlia di suo fratello.
I due coniugi condivisero l'amore per le passeggiate nella natura e l'amore per le montagne. Durante la sua infanzia Röntgen aveva trascorso molto del suo tempo a esplorare la campagna vicino ad Apeldoorn, e nella sua giovinezza aveva passato molte ore sulle montagne a sud di Zurigo, scalando spesso la montagna di Betelberg. Il suo posto preferito era Pontresina, un villaggio alpino svizzero. Una volta sposato con Bertha, i due si recarono spesso a fare arrampicate ed escursioni in barca nei laghi alpini insieme. Gli ultimi anni di vita li trascorsero in tranquillità conducendo una vita economicamente modesta a Weilheim in Oberbayern nei pressi di Monaco. 
Nel 1919, dopo anni di sofferenze, Bertha morì, lasciando il marito solo e stanco. La morte di Röntgen seguì presto. Infatti, a seguito di un carcinoma dell'intestino, Röntgen morì il 10 febbraio 1923 a 78 anni, nella sua casa nella periferia di Monaco. Le sue ceneri sono conservate nel cimitero di Gießen vicino a quelle della moglie e dei genitori. Gli esecutori testamentari, seguendo le sue istruzioni, bruciarono tutti i suoi scritti scientifici e la sua corrispondenza.

## Ricerche e scoperte

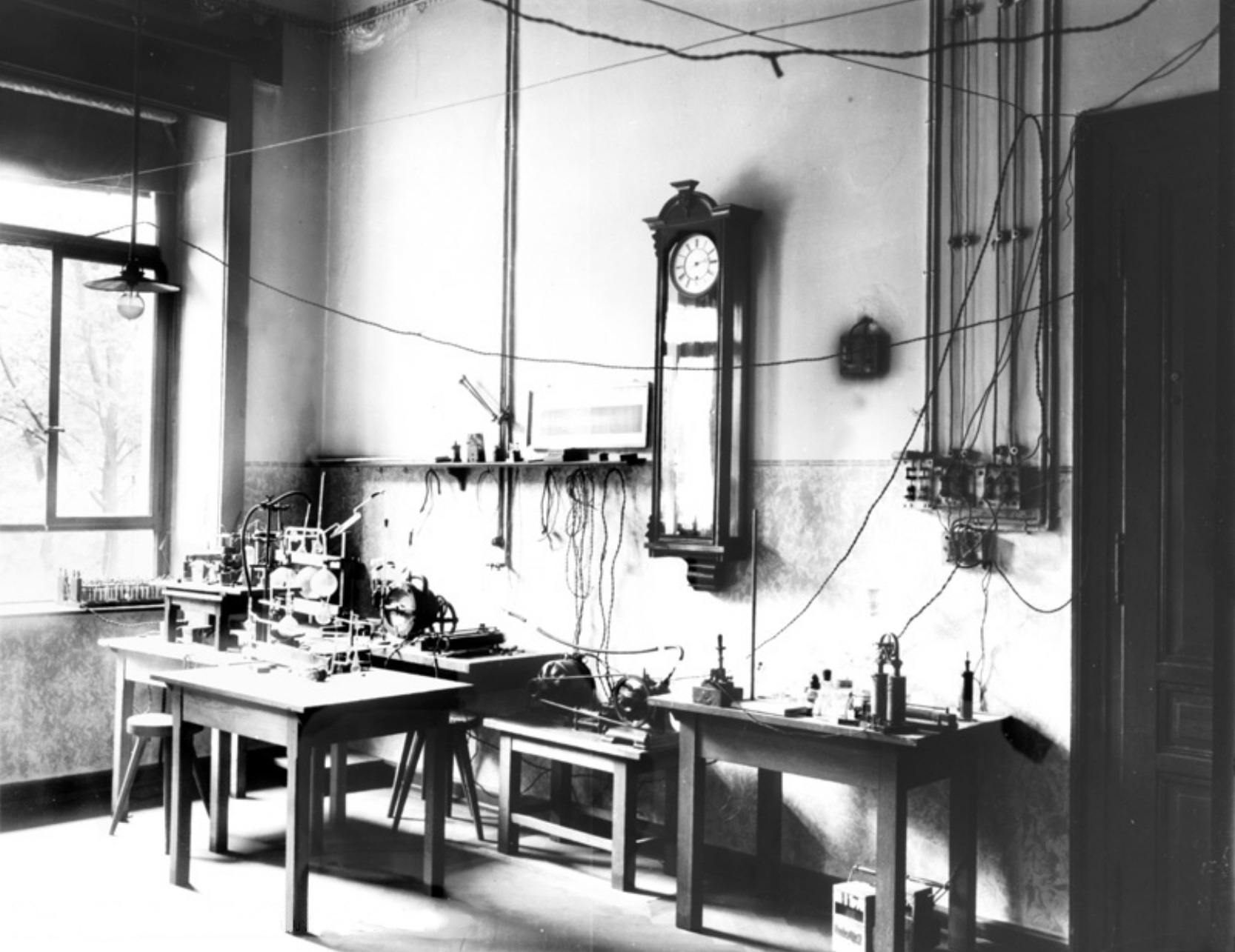
Il laboratorio di Röntgen presso l'ex Istituto di Fisica dell'Università di Würzburg (1895)

Il 1894 fu l'anno che più segnò la sua carriera di ricercatore. In quel tempo, dopo la scoperta dei raggi anodici, avvenuta nel 1886 per merito del fisico tedesco Eugen Goldstein, era molto dibattuta, all'interno degli ambiti scientifici, la natura dei raggi stessi. Röntgen decise di intraprendere studi nel campo dei raggi catodici per verificare le conclusioni alle quali erano giunti i fisici tedeschi Heinrich Hertz e Philipp Lenard. Replicò gli esperimenti compiuti da Lenard, dopo essersi procurato una bobina a induzione per la corrente elettrica, generatrice di otto impulsi al secondo di circa 35000 V grazie a una pompa di evacuazione a mercurio che riusciva a privare il tubo dell'aria, permettendo di inserirvi un determinato gas. È da sottolineare che, a causa del suo daltonismo, Röntgen doveva oscurare completamente la sala durante i suoi esperimenti.
La sera dell'8 novembre 1895, data della scoperta, egli si accorse che uno schermo cosparso di platinocianuro di bario, che aveva sistemato a poca distanza dal tubo, stava brillando fiocamente.
La luce era visibile solo con la coda dell'occhio, in una zona dove è situata una parte particolarmente sensibile della retina. Guardando fisso lo schermo, invece, Röntgen non riusciva a vedere nulla. Nel tentativo di scoprire le qualità dei raggi, mise la mano sulla traiettoria del fascio di raggi, e si accorse che sul foglio si vedeva l'ombra delle ossa della mano; notò che tali raggi, chiamati "X" in quanto sconosciuti, scaturivano dal contatto dei raggi catodici con l'anticatodo nel tubo. Qualunque cosa stesse illuminando lo schermo, costituito da un cartoncino nero, era allo stesso tempo invisibile a occhio nudo e in grado di penetrare lo spesso strato di carta che copriva il tubo.
Röntgen ripeté l'esperimento più volte per accertarsi di non aver commesso un errore. Poi cercò di bloccare il misterioso raggio utilizzando una serie di oggetti diversi e scoprì che soltanto il piombo riusciva nel compito. Infine capì che inserendo un oggetto tra l'emettitore dei raggi e una lastra fotografica era possibile fissare le immagini ottenute e conservarle nel tempo. Così sostituì lo schermo con una pellicola fotografica e chiese a sua moglie, totalmente all'oscuro di quanto stesse scoprendo il marito, di tenere ferma la mano sulla lastra. Dopo 15 minuti di applicazione dei raggi diretti verso la lastra, i coniugi poterono osservare nitidamente le ossa della mano di Berta all'interno di un'ombra scura identificata come la carne delle stesse dita. In questo modo Röntgen ottenne la prima radiografia della storia: un'immagine delle ossa della mano di sua moglie e del suo anello matrimoniale. Decise di chiamare provvisoriamente i misteriosi raggi "X", come il segno matematico che indica una quantità sconosciuta.
Il 28 dicembre 1895 consegnò il manoscritto che descriveva l'esperimento direttamente al segretario della Società di Fisica Medica di Würzburg con richiesta che venisse pubblicato rapidamente. Il 28 dicembre 1895 Röntgen consegnò il resoconto della sua scoperta, Sopra un nuovo tipo di raggi (Ueber eine neue Art von Strahlen), alla Società di Fisica medica di Würzburg e nel giro di pochi giorni la notizia divenne di dominio pubblico grazie al grande risalto con cui la stampa internazionale la diffuse. L'inattesa scoperta dei raggi X ebbe grande eco nella stampa mondiale e procurò a Röntgen una celebrità che egli non desiderava affatto. La maggior parte degli scienziati lesse questi articoli prima che divenissero disponibili traduzioni della memoria originale; non sorprende quindi che parecchi di essi inizialmente non vi prestassero fede. Fra gli scettici vi fu Lord Kelvin dell'Università di Glasgow, considerato all'epoca uno dei più illustri scienziati viventi.
Il 13 gennaio 1896 fu invitato presso la corte dell'imperatore Guglielmo II per dare una dimostrazione dei suoi esperimenti. Dopo aver installato l'apparecchiatura egli mostrò come i raggi scoperti fossero in grado di attraversare sia tavole di legno sia scatole di cartone. L'imperatore, positivamente colpito dalla dimostrazione, gli conferì decorazione con le insegne dell'Ordine Prussiano della Corona di II classe.

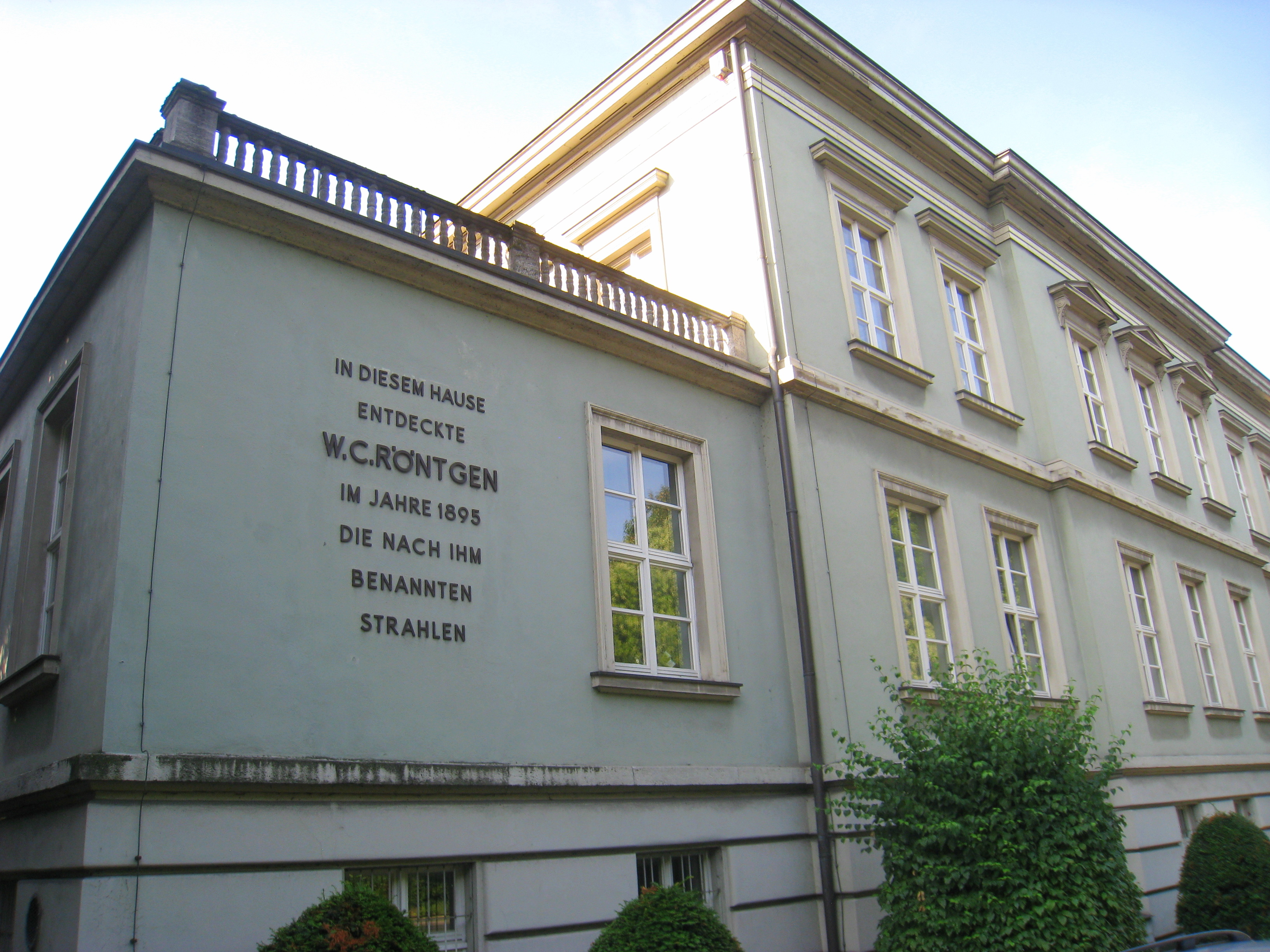
Röntgen-Gedächtnisstätte

Il 23 gennaio 1896 Röntgen presentò la tesi Su un nuovo tipo di raggi davanti alla Physikalisch-Medizinische Gesellschaft (Società di Fisica e Medicina) di Würzburg. Egli espose i risultati fino ad allora ottenuti, illustrandoli con le esperimenti fondamentali, e terminò eseguendo la radiografia della mano del celebre Von Kölliker, professore di anatomia in quella università, considerato il padre tedesco della biologia ottocentesca. Von Kölliker prese la parola, dichiarando che, in 48 anni di appartenenza alla Società di Medicina e Fisica, non aveva mai preso parte a una seduta in cui fosse stato presentato un argomento di così alto interesse; e propose, fra l'entusiastico consenso di tutta l'assemblea, che alle nuove radiazioni si desse il nome di Röntgenstrahlen (raggi Röntgen), denominazione utilizzata ancora oggi in Germania.
La casa laboratorio di Wurzburg, dove Röntgen scoprì i raggi che attraversano la materia, è diventata oggi un piccolo museo, la Röntgen-Gedächtnisstätte, all'interno del quale ha sede anche l'associazione "Kuratorium zur Förderung des Andenkens an Wilhelm Conrad Röntgen" a Würzburg, che promuove la memoria di Wilhelm Conrad Röntgen.

### Le conseguenze della scoperta dei raggi X

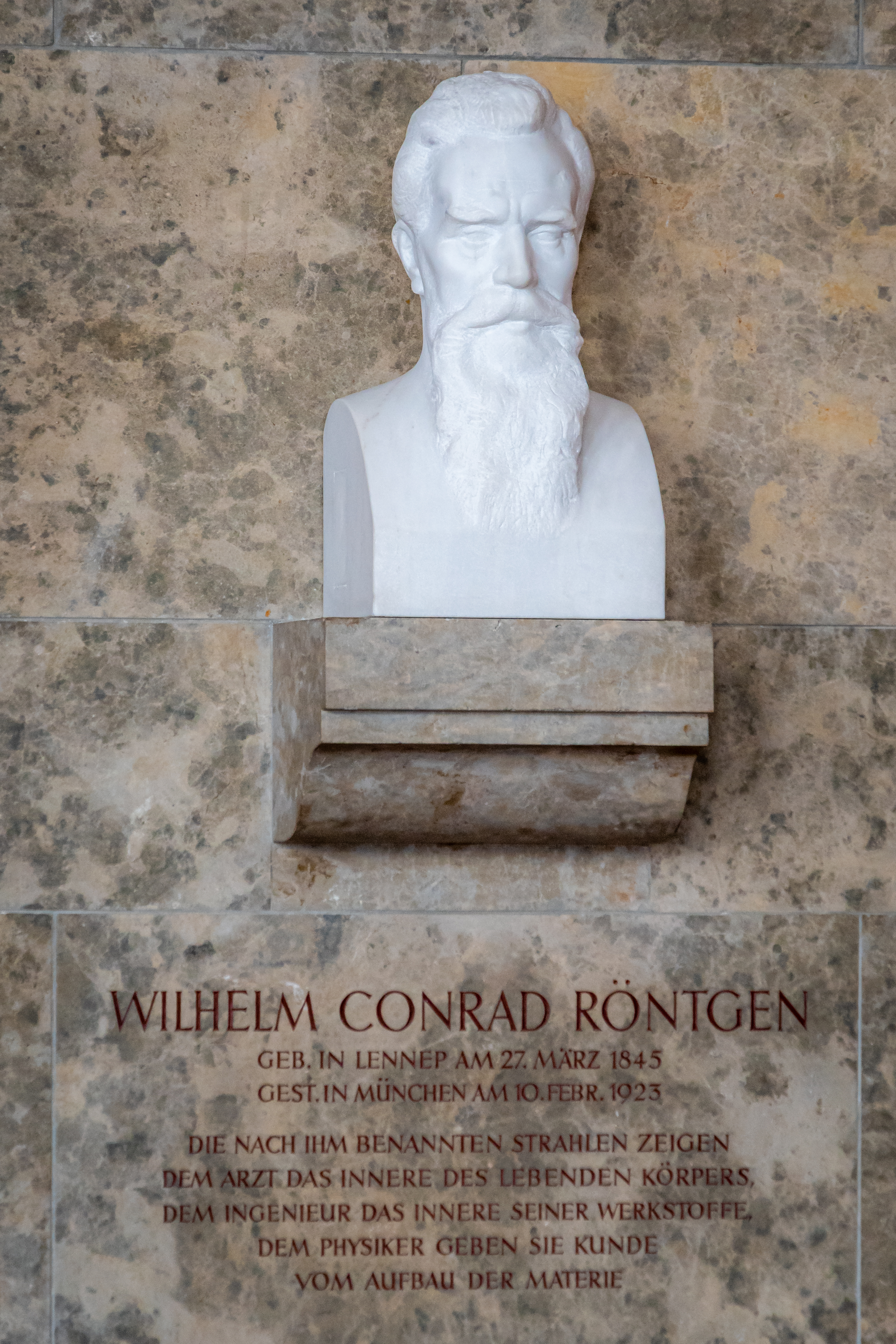
Busto di Wilhelm Conrad Röntgen al Deutsches Museum di Monaco di Baviera

Quello che Röntgen aveva scoperto era che in certe condizioni gli elettroni che vengono normalmente emessi dai tubi catodici emettono una radiazione elettromagnetica con la capacità di penetrare quasi qualsiasi materiale. Nella storia della scienza è accaduto assai raramente che una scoperta sia stata divulgata così rapidamente come è avvenuto per i raggi X e che abbia avuto tanto impatto sull'opinione pubblica. A suscitare particolare interesse furono le foto che mostravano le sensazionali applicazioni dei raggi in ambito medico.
Nel giro di quattro settimane dalla pubblicazione del lavoro, il nome di Röntgen era in quasi tutte le pubblicazioni scientifiche europee. Nel gennaio 1896, un mese dopo la sua scoperta, egli ricevette da due medici viennesi, Hascheck e Lindenthal, la foto a raggi X di una mano amputata. Essi avevano iniettato una miscela di sali di bismuto, piombo e bario nei vasi sanguigni della mano. Le vene risaltavano chiaramente nell'immagine: era la prima approssimazione di un angiogramma. I chirurghi segnalavano sempre più l'utilità delle fotografie radiografiche, non solo nella diagnosi di fratture, ma anche nella fase preoperatoria. I proiettili riuscivano a essere localizzati mediante i raggi X con maggiore precisione ed estratti in modo meno cruento e doloroso.
Nell'aprile 1896, una donna caduta giù per le scale in un teatro venne indirizzata in un'università americana dove una fotografia a raggi X rivelava una frattura pluriframmentaria al suo piede sinistro. Queste fotografie vennero successivamente portate in tribunale in una causa risarcitoria nei riguardi del teatro. L'anno successivo all'esperimento nel Regno Unito era già in funzione il primo dipartimento di radiologia all'interno di un ospedale e nel giro di poco tempo i raggi X cominciarono a essere usati in tutto il mondo per ottenere immagini non solo delle fratture di ossa e di ferite d'arma da fuoco, ma anche di malattie del torace e dell'addome.
In poco tempo, cominciarono a emergere tuttavia i problemi di sicurezza legati all'uso dei raggi X. Si racconta di uno studente della Columbia University di nome Herbert D. Hawks, che intraprese come secondo lavoro quello di presentare la novità dei raggi X in un'esibizione presso un grande magazzino. Egli metteva la sua testa accanto al tubo per mostrare in trasparenza il suo cranio. Dopo la continua esposizione ai raggi, venne fuori un effetto di scottatura sulla sua pelle, successivamente accompagnata a dolore.
Egli notò anche che i suoi capelli stavano cadendo, che le sue unghie avevano smesso di crescere e che la sua vista era compromessa. Tutto ciò accadeva nel luglio del 1896. Negli anni successivi, vennero documentati altri effetti negativi dei raggi X. Tra essi, ad esempio, vi erano la malattia da radiazioni, l'infertilità e vari tumori maligni.
In effetti, un'altra cosa che Röntgen non sapeva era che quei raggi hanno effetti simili, se in dosi elevate, a un altro tipo di radiazione elettromagnetica, i raggi gamma, cioè le radiazioni più pericolose tra quelle emesse durante le fissioni nucleari, come le esplosioni atomiche.
Il piccolo apparecchio che servì a Röntgen per la sua scoperta, con pochi perfezionamenti, venne usato per molti anni anche per scopi medici.

## Scritti principali
Memorie originali:
- Ueber eine neue Art von Strahlen. Vorläufige Mitteilung, in Aus den Sitzungsberichten der Würzburger Physik.-medic. Gesellschaft Würzburg, pp. 137–147, 1895
- Eine neue Art von Strahlen. 2. Mitteilung, in Aus den Sitzungsberichten der Würzburger Physik.-medic. Gesellschaft Würzburg, pp. 11–17, 1896
- Weitere Beobachtungen über die Eigenschaften der X-Strahlen, in Mathematische und Naturwissenschaftliche Mitteilungen aus den Sitzungsberichten der Königlich Preußischen Akademie der Wissenschaften zu Berlin, pp. 392–406, 1897

Versioni in Inglese
- Röntgen, W.C., On a New Kind of Rays. Science, 1896. 3(59): pp. 227-231
- Röntgen, W.C., A New Form of Radiation. Science, 1896. 3(72): pp. 726-729

## Riconoscimenti
- Rumford Medal (1896)
- Matteucci Medal (1896)
- Elliott Cresson Medal (1897)
- Premio Nobel per la Fisica il 10 dicembre 1901, "in riconoscimento dello straordinario servizio reso per la scoperta delle importanti radiazioni che in seguito presero il suo nome". Egli donò alla università di Würzburg l'intero ammontare del suo premio ricevuto a Stoccolma.
- Royal Netherlands Academy of Arts and Sciences Membership il 16 maggio del 1907

### Roentgenio
Al fisico è stato intitolato nel 2004 l'elemento chimico 111, il roentgenio, sintetizzato in laboratorio nel 1994.